# Израильтяне
Израильтя́не (ивр. ישראלים‎) — люди, имеющие гражданство Государства Израиль, независимо от их этнической или религиозной принадлежности, а также места постоянного или временного проживания.
По национальной принадлежности относятся в основном к евреям, но также и к арабам — мусульманам и христианам, армянам, друзам, черкесам и другим народностям.
Израильтяне живут не только в Израиле, но и во многих странах мира, таких как США, Канада, Великобритания, и во всей Европе. Предполагается, что до 750 000 евреев с израильским гражданством, проживающих за рубежом, составляют около 12,5 % от общего еврейского населения Израиля.

## Население
Общая численность населения Израиля на июль 2018 составляет 8 миллионов 892 тысячи человек; из них:
- 6,446 млн (74,8 %) — евреи;
- 1,797 млн (20,8 %) — арабы (включая друзов, черкесов);
- 385 тысяч (4,4 %) — другие национальные меньшинства (самаритяне, армяне, копты и др.), а также жители, не подпадающие под определение еврейства Государством Израиль.

По религиозным конфессиям населения Израиля распределяется следующим образом: иудеи (в эту категорию автоматически записываются все евреи) — 6,446 млн, 1,524 млн — мусульмане, 168 тысяч — христиане и 139 тысяч — друзы.
75 % еврейского населения Израиля родились в Израиле (цабарим, сабры), из них примерно половина являются первым поколением родившихся в Израиле. 25 % еврейского населения — репатрианты.
44 % проживающих в Израиле евреев считают себя светскими, 36 % — соблюдают традиции, 20 % — религиозные (в том числе 9 % ультраортодоксов — «харедим»).
Помимо постоянного населения, в стране проживает около 183 тысяч иностранцев.

### Этнические и религиозные группы

#### Евреи
Еврейское население страны не является единым в культурном отношении вследствие того, что в значительной своей части является репатриантами в первом поколении. В Израиле принято разделять население на уроженцев страны цабарим и выходцев из различных общин. Наиболее крупными являются общины выходцев из СССР, Марокко, Румынии и Польши.
Среди евреев 74,7 % — рождённые в Израиле (цабарим) и 25,3 % — репатрианты (олим).

#### Арабы
Израильские арабы, численность которых составляет 1,683 млн человек, также разделены на несколько этноконфессиональных групп. К ним относятся бедуины (свыше 150 тысяч человек), проживающие главным образом на юге Израиля, арабы-христиане (свыше 120 тысяч человек) проживающие на севере страны, а также в городах Хайфа, Иерусалим и Яффа. Самой большой этноконфессиональной группой палестинского населения Израиля являются арабы-сунниты (около 800 тысяч человек), которые проживают на севере Израиля, в центральной его части, а также в городах Хайфа, Лод, Тель-Авив-Яффо и Иерусалим. Друзы (около 180 тысяч человек) проживают на севере Израиля, главным образом, в горных деревнях.

#### Неарабские и нееврейские граждане

##### Армяне
Армянское население Израиля составляет 20 000 человек. В Старом городе Иерусалима есть Армянский исторический квартал. Армяне также проживают в Хайфе, Яффе, Петах-Тикве и во многих городах Израиля.

##### Черкесы
На севере страны есть две деревни — Кфар-Кама и Рехания, где компактно проживает около 3 тысяч черкесов, потомков мухаджиров после Кавказской войны, сохраняющих в быту один из западных диалектов адыгского языка.

### Израильская диаспора
Эмиграция из Израиля (йерида) оценивается демографами как скромная. Этот поток в основном направляется в США и Канаду.

## История
Первые практические планы создания еврейского государства были изложены в книге рава Цви-Гирша Калишера «Требование Сиона» в 1860 году и в книге Мозеса Гесса «Рим и Иерусалим» в 1862 году. Эти труды привели в 1880-х годах к началу практического (поселенческого) сионизма, движению «Ховевей Цион» («Палестинофилы»). В дальнейшем основатель политического сионизма Теодор Герцль опубликовал свою книгу «Еврейское государство» (нем. Der Judenstaat), в которой изложил своё видение будущего еврейского государства.
После Первой мировой войны и поражения Османской империи согласно решению Лиги Наций, Великобритании выдан международный мандат на управление Палестиной с целью создания там «еврейского национального очага».
Приток еврейских иммигрантов, прибывших в Палестину, послужил основой для провозглашения Государства Израиль 14 мая 1948 года.

## Израильская культура
Израильтяне представляют собой многокультурную нацию с различными традициями и мировоззрениями. Израильская культура в значительной степени основана на культуре Запада. Среди израильтян западного мировоззрения есть космополиты, национальные патриоты, ярые атеисты и диссиденты. Часть израильтян, как евреи так и арабы, — носители восточного мировоззрения, отличительной особенностью которых является семейная клановость. Почти половина евреев-израильтян — религиозные иудеи.

### Религия в Израиле
| Религия       | Население | % от общего числа |
| ------------- | --------- | ----------------- |
| Иудаизм       | 6 102 000 | 75,2 %            |
| Ислам         | 1 142 000 | 15,9 %            |
| Христианство  | 120 000   | 1,8 %             |
| Друзы         | 115 200   | 1,7 %             |
| Нерелигиозные | 348 000   | 4,2 %             |